# Career Opportunities
Career Opportunities (bra: Construindo uma Carreira) é um filme estadunidense de 1991, do gênero comédia romântica, estrelado por Frank Whaley em seu primeiro papel principal e co-estrelado por Jennifer Connelly. Foi escrito e coproduzido por John Hughes e dirigido por Bryan Gordon. No filme, Whaley interpreta Jim Dodge, um garoto persuasivo, mas irresponsável, que consegue um emprego como vigia noturno em uma loja local da Target Corporation. Uma noite após o expediente, ele encontra-se sozinho com a afluente, mas rebelde Josie McClellan (Connelly).

## Elenco
- Jennifer Connely como Josie McClellan
- Frank Whaley como Jim Dodge
- Dermot Mulroney como Nestor Pyle
- Kieran Mulroney como Gil Kinney
- John M. Jackson como Bud Dodge
- Jenny O'Hara como Dotty Dodge
- Noble Willingham como Roger Roy McClellan
- Nada Despotovich como Penny Dodge
- Reid Binion como Cal Dodge
- Barry Corbin como Don

## Recepção
Rotten Tomatoes retrospectivamente dá ao filme uma pontuação de 38% com base em críticas de 16 críticos, com uma classificação média de 4,5 de 10. O público pesquisado pelo CinemaScore entregou ao filme uma nota de "C+" em escala de A+ para F.

### Bilheteria
Career Opportunities foi uma decepção de bilheteria na época de seu lançamento. Foi o número quatro em sua primeira semana e fez US$ 11.336.986 no mercado estadunidense.